# Atzmann (Lesepult)

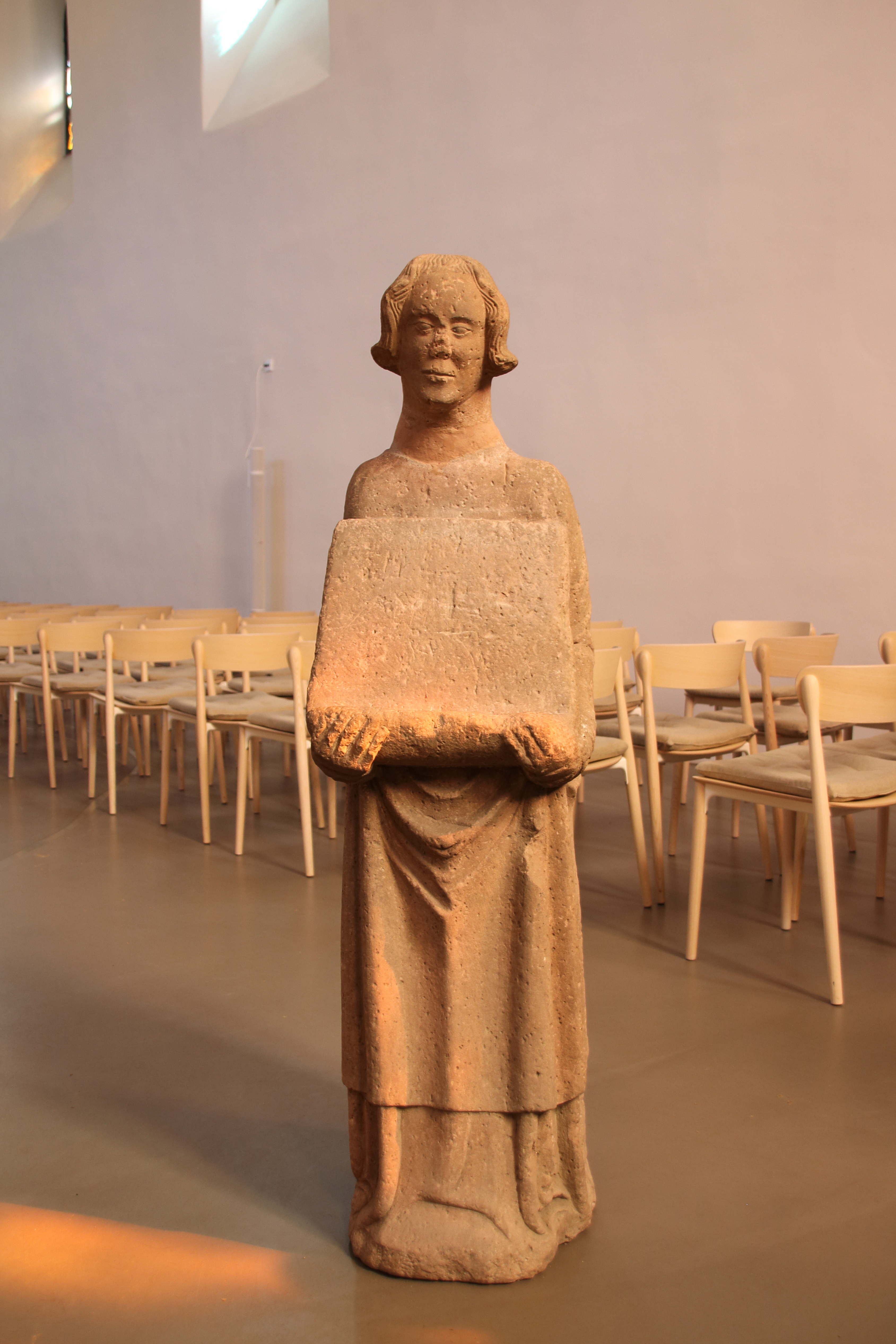
Marienkirche des ehemaligen Klosters Marienhausen in Rüdesheim-Aulhausen

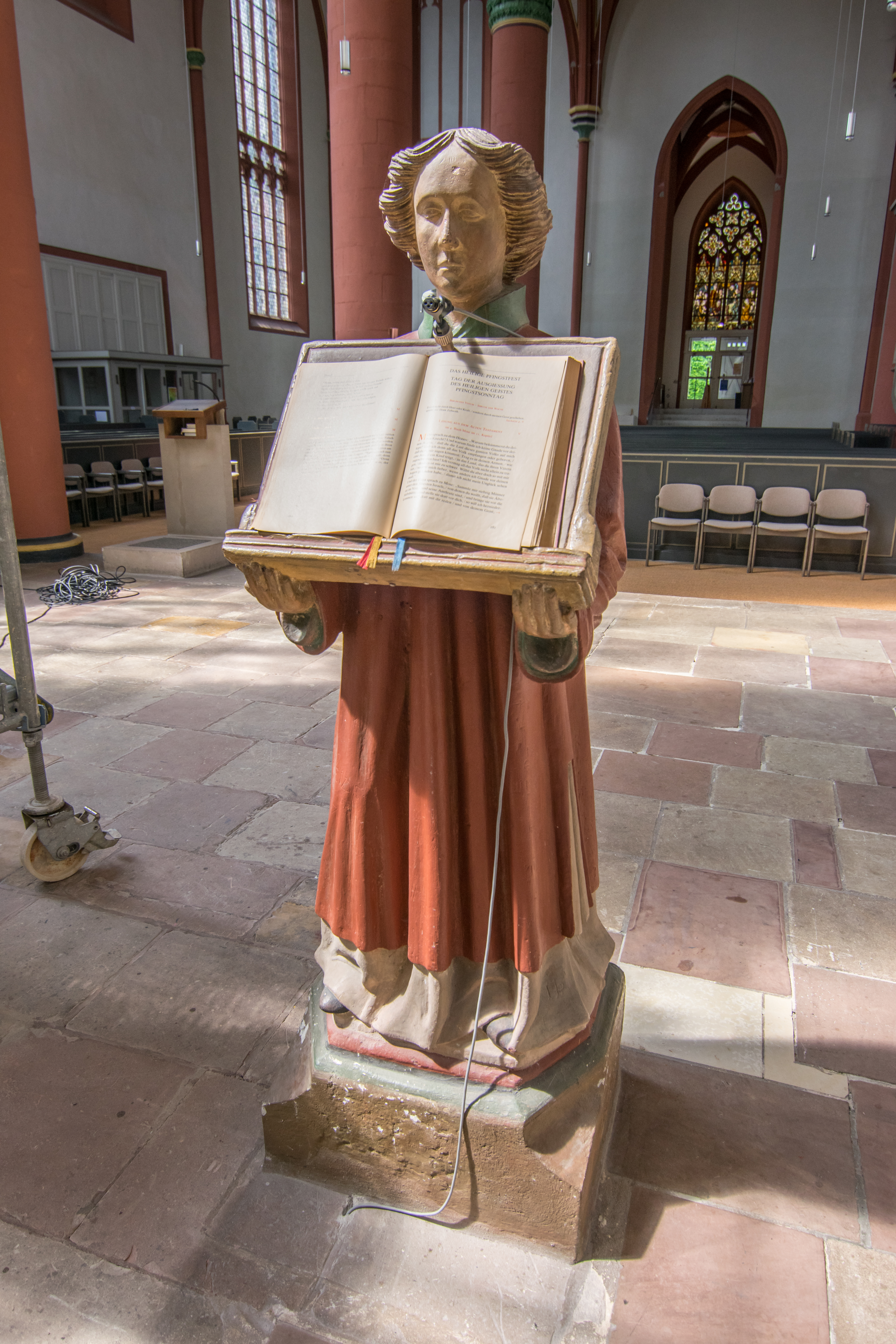
St. Kilian in Korbach

Ein Atzmann ist eine am Mittelrhein nachweisbare Bezeichnung für eine Pultträgerfigur in Form eines Diakons oder Subdiakons in liturgischen Gewändern, die auf einer Pultplatte in den Händen symbolisch ein Buch zum Gebet oder Gesang reicht.

## Bezeichnung
Die Bezeichnung ist etymologisch identisch mit Atzmann für eine Stellvertreterpuppe beim Schadenszauber. Der Grund für die Übertragung ist unsicher.

## Beschreibung
Die überwiegend steinernen, teils hölzernen Figuren erreichen meist Lebensgröße. Sie zeichnen sich durch eine aufrechte Haltung aus und sind frontal ausgerichtet. Die Arme vor dem Oberkörper tragen die Pultplatte. Die Rückseiten sind meist vollständig ausgearbeitet, wodurch die Figur frei im Raum stehen kann. Atzmänner treten nur in Einzahl auf, jedoch erhalten sie teilweise ein Gegenstück in Gestalt eines Pultengels, der sich im Gegensatz zu den Atzmännern bis in die Barockzeit weitergebildet hat.

## Geschichte
Die Figur des Atzmanns entstand zu Beginn des Spätmittelalters. Früheste Beispiele stammen aus dem 13. Jahrhundert, jedoch könnte das Motiv bereits im 12. Jahrhundert entstanden sein. Der vielleicht älteste, jedoch nicht mehr erhaltene Atzmann war ein Werk des Naumburger Meisters und seiner Werkstatt und befand sich im Westchor des Mainzer Doms. Von den erhaltenen Figuren gelten die aus Straßburg und Naumburg als älteste Beispiele. Die weitere Verbreitung fand vor allem auf dem Gebiet des Mainzer Erzbistums statt. Die ohnehin seltenen Atzmänner verschwanden überwiegend mit Ausgang des Mittelalters.

## Beispiele (Auswahl)
- Straßburger Münster
- Naumburger Dom
- Fritzlarer Dom[1]
- Marienkirche des ehemaligen Klosters Marienhausen in Rüdesheim-Aulhausen[2]
- Frankfurter Dom[3]
- St. Leonhard in Frankfurt a. M.[4]
- St. Kilian in Korbach
- Wormser Dom
- St. Martin in Heiligenstadt
- Ehemaliges Kloster Johannisberg in Johannisberg/Rheingau
- Basilika St. Martin in Bingen am Rhein
- Würzburger Dom, aus der Werkstatt Riemenschneiders[5]
- St. Marien in Zwickau
- Diakonsfigur und Pultengel in der Stiftskirche Unserer Lieben Frauen in Chemnitz-Ebersdorf, dem Meister Hans Witten zugeschrieben[6]